# Joanjo Bosk
Joan Josep Bosch i Rescalvo (Figueres, 1976) és un cantant català.

## Biografia
Fill de Joan Bosch Mesas i Maria Rescalvo Garcia, és el gran de tres germans.
Des de 1992 fins a l'actualitat “Joanjo Bosk” ha desenvolupat la seva activitat musical com a cantant i lletrista.
Es va iniciar com a cantant del grup Zulo, amb els quals va gravar el seu primer disc Agorafóbia (1997), de temàtica reivindicativa.
Vocalista del grup de metal Aspid des del 2000 al 2005, moment de la dissolució del grup. Durant aquest temps va fer gires per tot Espanya i va participar en festivals com el de Viñarock o el de Lorca Rock.
A partir d'aquest moment, el cantant emprèn un camí en solitari i canvia totalment de registre més proper al rock alternatiu i d'autor, amb el nom artístic de Joanjo Bosk. El seu debut en solitari va tenir lloc amb el disc Después de todo (2007).
L'any 2008 va col·laborar amb l'Orquestra Filharmònica de Catalunya interpretant clàssics de la Nova Cançó. Això acaba derivant en una gira anomenada Cançons de la Cançó on interpreta junt amb l'Orquestra de Cambra de l'Empordà a cantautors com Lluís Llach, Raimon, Ramon Muntaner, Maria del Mar Bonet, etc. Aquest espectacle el porta arreu de Catalunya i inicia una gira per Argentina i Uruguai, al Liceu, el Palau de la Música Catalana o la Casa de Cultura de Buenos Aires.
El 2009 edita el disc En el Temple del Vent, on canta a poetes, disc que compta amb reconeixements tan importants com el de Lluís Llach, Emili Teixidor o Ramón Montaner. Rep el Premi Especial del Jurat dels Premis Miquel Martí i Pol l'any 2009, quedant finalista juntament amb la cantant Sílvia Pérez Cruz o Maria del Mar Bonet, entre d'altres. Aquest disc també va ser destacat com un dels vint millors discos de l'any als premis Enderrock 2010 segons la crítica.
L'any 2012 edita el seu treball Cançó per Elna, en record a la figura d'Elisabeth Eidenbenz, precursora de la Maternitat d'Elna, així com als refugiats republicans del 1939.
Aquest any 2014 edita Figueres-Guernika gràcies a les Beques Agita per la creació artística, que concedeix l'Ajuntament de Figueres. El treball gira entorn de la memòria historia fent paral·lelisme entre les dues ciutats i les víctimes dels cruels atacs aeris feixistes durant la Guerra Civil Espanyola.
Joanjo Bosk també s'estrena com a director artístic de l'espectacle infantil Heavy per xics produït pel Festival Acústica 2014 de la ciutat de Figueres.
Coincidint amb els 10 anys de carrera en solitari va aparèixer el seu nou disc Camí d'aigua (Música Global, 2017).
L'any 2025 prublica el seu nou disc, titulat "Fàcil", un disc amb 8 cançons en català, gestades i produïdes mà a mà amb el guitarrista Albert Serrano.